# 1-苯乙醇
1-苯乙醇（英語：1-Phenylethanol）是一种有机化合物，化学式为C6H5CH(OH)CH3。它是最常用的手性醇之一。它是一种无色液体，带有温和的栀子风信子香味。

## 自然界中的存在
1-苯乙醇在自然界中以糖苷的形式存在，连同其在茶花中的水解酶β-樱草糖苷酶。据报道，它还存在于蔓越莓、葡萄、细香葱、苏格兰留兰香油、奶酪、白兰地、朗姆酒、白葡萄酒、可可、红茶、榛子、云莓、豆类、蘑菇和菊苣中。

## 合成
外消旋1-苯乙醇是通过硼氢化钠还原苯乙酮制备的。或者，苯甲醛可以与甲基氯化镁或类似的有机金属化合物反应，以得到外消旋的1-苯乙醇。
野依催化剂对苯乙酮的不对称氢化以>99%e.e.的定量进行（50 atm H2、室温、分钟）。